# Mistrzostwa Świata w Kajakarstwie Górskim 1975
14. Mistrzostwa świata w kajakarstwie górskim odbyły się w dniach 24–25 czerwca 1975 roku w Skopje, w Jugosławii. Zawodnicy rywalizowali ze sobą w dziewięciu konkurencjach: pięciu indywidualnych i czterech drużynowych.

## Końcowa klasyfikacja medalowa
| Miejsce | Państwo           | Złoto | Srebro | Brąz | Razem |
| ------- | ----------------- | ----- | ------ | ---- | ----- |
| 1       | NRD               | 3     | 2      | 4    | 9     |
| 2       | Czechosłowacja    | 2     | 2      | 2    | 6     |
| 3       | Polska            | 1     | 2      | 1    | 4     |
| 3       | RFN               | 1     | 2      | 1    | 4     |
| 5       | Stany Zjednoczone | 1     | 1      | 1    | 3     |
| 6       | Szwajcaria        | 1     | 0      | 0    | 1     |

## Medaliści
| Konkurencja:           | Złoto: | Srebro: | Brąz:                                                                                                  |
| C-1 mężczyzn           | Petr Sodomka                                                                                                  | Jaroslav Radil | Harald Heinrich                                                                                        |
| C-1 drużynowo mężczyzn | Czechosłowacja · Petr Sodomka · Jaroslav Radil · Karel Třešňák                                                | NRD · Reinhard Eiben · Peter Massalski · Harald Heinrich                                                                | RFN · Walter Horn · Dietmar Moos · Dieter Remmlinger                                                   |
| C-2 mężczyzn           | NRD · Jürgen Kretschmer · Klaus Trummer                                                                       | Polska · Wojciech Kudlik · Jerzy Jeż                                                                                    | Czechosłowacja · František Kadaňka · Antonín Brabec                                                    |
| C-2 drużynowo mężczyzn | NRD · Walter Hofmann i Rolf-Dieter Amend · Jürgen Kretschmer i Klaus Trummer · Jürgen Henze i Herbert Fischer | Czechosłowacja · Svetomír Kmošťák i Radomír Halfar · František Kadaňka i Antonín Brabec · Jiří Benhák i Ladislav Benhák | Polska · Wojciech Kudlik i Jerzy Jeż · Maciej Rychta i Zbigniew Leśniak · Jan Frączek i Ryszard Seruga |
| K-1 mężczyzn           | Siegbert Horn                                                                                                 | Ulrich Peters | Harald Gimpel                                                                                          |
| K-1 drużynowo mężczyzn | RFN · Ulrich Peters · Bernd Dichtl · Dieter Förstl                                                            | Polska · Stanisław Majerczak · Jerzy Stanuch · Wojciech Gawroński                                                       | NRD · Siegbert Horn · Harald Gimpel · Christian Döring                                                 |
| C-2 konkurs mieszany   | Stany Zjednoczone · Marietta Gillman · Chuck Lyda                                                             | Stany Zjednoczone · Rasa Detremont · George Lhota                                                                       | Stany Zjednoczone · Mikki Piras · Steve Draper                                                         |
| K-1 kobiet             | Maria Ćwiertniewicz                                                                                           | Ulrike Deppe | Angelika Bahmann                                                                                       |
| K-1 drużynowo kobiet   | Szwajcaria · Elisabeth Käser · Danielle Kamber · Cornelia Bachofner                                           | NRD · Angelika Bahmann · Petra Krol · Marion Bauman                                                                     | Czechosłowacja · Ludmila Polesná · Bohumila Kapplová · Jana Kubovčáková                                |